# Ispričaj mi kako je bilo
Ispričaj mi kako je bilo (šp. Cuéntame cómo pasó) je španska televizijska serija koja se emituje na prvom kanalu Španske nacionalne televizije od 2001. godine. Serija kombinuje makroistoriju i mikroistoriju, i govori o životu porodice niže srednje klase za vreme poslednjih godina frankizma i na početku španske tranzicije. Ujedno je i jedna socijalno-društvena hronika tog vremena. 

## Priča
Serija „Ispričaj mi kako je bilo“ pripoveda o životu porodice Alkantara (šp. los Alcántara), jednoj porodici koja pripada nižoj srednjoj klasi i koja živi u izmišljenom naselju San Henaro u Madridu. Članovi porodice su: otac Antonio, majka Mersedes, njihova deca Ines, Toni, Karlos, Marija i baka Erminija. Pored njih, postoji još dosta sekundarnih likova poput rođaka, komšija, prijatelja i drugih poznanika. Priča počinje davne 1968. godine pobedom pevačice Masijel(šp.Massiel) na Evroviziji.
Životne situacije porodice isprepletane su istorijskim događajima koji su se desili i to vreme, a ponekad bi i oni učestvovali u njima. Cela serija je ispričana iz neodređene sadašnjosti, i Karlos kao odrasla osoba priča o zgodama i nezgodama svoje porodice. Karlosov glas čuje se na početku i na kraju svake epizode, kao i u toku epizode kada objašnjava neku situaciju, kao i istorijske događaje koji su direktno ili indirektno uticali na njega. Po svojoj tematici, ova serija je slična američkoj seriji Te divne godine(en. The Wonder Years). 

## Društveno politički događaji toga vremena
- Situcija žena u Španiji, kako samohranih majki tako i razvedenih žena.
- Prisutna je i tema nasilja nad ženama, kao i ćutanje društva na ovo važno pitanje, i odsustvo pomoći institucija kako bi se izbegli konflikti.
- Otmica novinara i cenzura medija za vreme frankizma
- 1973. godine naftna kriza i posledice poskupljenja
- Opstanak obaveznog služenja roka u poslednjim godinama frankizma
- Prisutnost korupcije prilikom prodaje nekretnina
- Za vreme šezdesetih godine ljudi sa sela odlaze u veće gradove u potrazi za boljim životom.
- Društveni značaj muzičkih festivala poput Evrovizije šezdesetih i sedamdesetih godina 20. veka
- U seriji je prikazana diskriminacija LGBT populacije, kako u društvu tako i na radnom mestu, u politici za za vreme frankizma i tranzicije.
- U poslednjim sezonama, serija se bavi temama kao što su droga i rak, i prikazuje na koji način su one obrađivane kasnih 70-ih i početkom 80-ih godina.
- U seriji su takođe obrađene teme kao što su egzil, deca iz Rusije, životi sveštenika, rad advokata,...
- Neki od važnih istorijskih događaja koji prate seriju su ubistvo Martina Lutera Kinga, nezavisnost Ekvatorijalne Gvineje, prve transplatacije organa u Španiji, smrt Fransiska Franka, dolazak čoveka na Mesec, španska tranzicija, Rat između Irana i Iraka, povratak slike Gernika u Španiju, dolazak gotik muzike u Španiju, Svetsko prvenstvo u fudbalu 1982. godine, Foklandski rat, izbor Barselone za domaćina Letnjih olimpijskih igara 1992. godine i mnogi drugi.

## San Henaro
Centar serije je fiktivno naselje San Henaro na severu Madrida. Predstavlja tipično naselje, izdgrađeno 50-ih, 60-ih godina prošlog veka, sa mnoštvom skromih i vrednih ljudi iz ruralnih područja koji su došli u prestonicu u potrazi za boljim životom. To je tipičan kraj gde se svi poznaju.

## Zanimljivosti
- „Ispričaj mi kako je bilo“ je najduža serija u istoriji španske televizije, i trenutno je u toku 18. sezona.
- Nijedna televizija nije bila zainteresovana da otkupi ovaj projekat, sve dok 2001. Španska nacionalna televizija nije odlučila da je proizvede. Razlog prvobitnog odbijanja je taj da su se televizije plašile da emituju seriju koja govori o frankizmu.
- Jedna je od najprodavanijih španskih serija svih vremena. Prodata je u više do 20 zemalja kao što su SAD, Meksiko, Portoriko, Portugalija, Urugvaj, Grčka, Finska, Italija i druge.
- Scenografski tim je rekonstruisao događaje kao što su Kongres 23F, Каranfilska revolucija, koncert Hulija Iglesijasa na stadionu Santijago Bernabeu, fudbalske utakmice, političke skupove i manifestacije svih vrsta.
- Serija je isprva trebalo da se zove Naše juče(šp. Nuestro ayer)[2]
- Na ceremoniji otvaranja Letnjih olimpijskih igara 2012. godine, pojavio se insert iz ove serije u kom vidimo članove porodice Alkantara.
- Serija je 16 godina snimana sa istom glumačkom ekipom.[2]

## Spoljašnje veze
- Zanimljivosti
- Anegdote sa snimanja[мртва веза]
- Zvanični sajt serije